# آرامش انرژی ارتعاشی
آرامش انرژی ارتعاشی (به انگلیسی: Vibrational energy relaxation) یا آرامش جمعیت ارتعاشی (به انگلیسی: vibrational population relaxation)، فرآیندی است که در آن توزیع جمعیت مولکول‌ها در حالت‌های کوانتومی با سطح انرژی بالا که توسط یک پریشیدگی (perturbation) خارجی ایجاد می‌شوند، به توزیع ماکسول-بولتزمن بازمی‌گردد.
در محلول، این فرایند با انتقال انرژی درون‌مولکولی و بین‌مولکولی پیش می‌رود. انرژی اضافی مُد ارتعاشی برانگیخته‌شده به مُدهای جُنبشی در همان مولکول یا به مولکول‌های اطراف منتقل می‌شود. از طریق این فرایند، مُد ارتعاشی برانگیخته اولیه به حالت ارتعاشی با انرژی پایین‌تر منتقل می‌شود. این آرامش، آرامش طولی نامیده می‌شود و ثابت زمانی آرامش، زمان آرامش طولی یا T1 نامیده می‌شود.
آرامش انرژی ارتعاشی با طیف‌سنجی تفکیک‌زمانی مورد مطالعه قرار گرفته است. با برنگیزش پالس پمپ، توزیع جمعیت حالت برانگیخته ارتعاشی توسط جذبش فروسرخ یا فرایند رامان، زمانی که مولکول در حالت پایه الکترونی است، انجام می‌شود. علاوه بر این، با گذار الکترونیکی، مولکول اغلب به حالت برانگیخته ارتعاشی از حالت برانگیخته الکترونیکی منتقل می‌شود. فرایند آزادسازی انرژی از این حالت‌های برانگیخته ارتعاشی را می‌توان با پالس پروب (پالس کاوند) مشاهده کرد که نسبت به پالس پمپ تأخیر دارد.